# Albert I. Belgický
Albert I., rodným jménem Albert Leopold Clément Marie Meinrad (8. dubna 1875 Brusel – 17. února 1934 Marche-les-Dames, Belgie) byl třetí belgický král. Ve své vlasti je především obdivován za svoji chrabrost při obraně belgické neutrality za první světové války. Mezi jeho záliby patřilo horolezectví, které se mu stalo osudným.

## Život
Po smrti svého staršího bratra Balduina, který zemřel v roce 1891 ve svých 22 letech bezdětný, se stal Albert druhým v pořadí na belgický trůn. V roce 1905 po smrti svého otce Filipa se stal flanderským hrabětem a zároveň belgickým následníkem trůnu. V roce 1909 po smrti strýce a krále Leopolda se stal králem Belgičanů.
Na počátku první světové války se Německé císařství rozhodlo neuznat mezinárodní smlouvy o neutralitě Belgie a přejít přes ni na Francii. Proti tomu se však Albert ohradil výrokem „Belgie je národ, nikoli silnice,“ který řekl císaři Vilémovi II. a sám se postavil do čela belgické armády. Během německého útoku ztratil velkou část Belgie, ale pomohl spojencům, aby se mohli připravit na německou invazi a zastavit ji na Marně.
Po celé čtyři roky byl účastníkem války. Zprvu se mu v roce 1914 podařilo uhájit Antverpy, později vedl úspěšněji armádu do bitvy o Yser a na konci války dobyl Belgii zpět. Později, když se vrátil do Bruselu, byl vítán lidem jako národní hrdina.
Ve svém soukromém životě se choval velmi pokrokově, sám sebe považoval pouze za obyčejného občana a proto někdy vycházel do ulic. K jeho zálibám patřily různé sportovní disciplíny, jako jízda na koni a horolezectví. S horolezectvím začal až ve svých třiceti letech, ale o to více byl k němu nakloněn.
Po válce zlezl několik náročných útesů ve Švýcarsku a Tyrolsku. Až na domácí půdě, v jeho oblíbených skalách Marche les Dames ho dostihla smrt, když vystupoval k místu La vieux bon Die (Starý dobrý Pán Bůh), kde bylo nalezeno jeho bezvládné tělo. Vzhledem k absenci svědků tragédie se vyrojilo několik teorií o tom, že král Albert byl zavražděn, avšak to se nezdá pravděpodobné.
V týmu jeho osobních kuchařů působil i pozdější osobní kuchař Vlasty Buriana Jaromír Trejbal.

## Potomci
Dne 2. října 1900 si v Mnichově vzal za manželku princeznu Alžbětu Gabrielu Bavorskou (1876–1965).
- Leopold (3. listopadu 1901 – 25. září 1983), jako Leopold III. belgický král v letech 1934–1951,

⚭ 1926 Astrid Švédská (17. listopadu 1905 – 29. srpna 1935)
⚭ 1941 Mary Lilian Baelsová (28. listopadu 1916 – 7. června 2002)
- Karel (10. října 1903 – 1. června 1983), hrabě flanderský a regent belgický (1944–1950), ⚭ 1977 Jacqueline Peyrebrune (16. února 1921 – září 2014)
- Marie Josefa (4. srpna 1906 – 27. ledna 2001), ⚭ 1930 Umberto II. (15. září 1904 – 18. března 1983), poslední italský král, vládl od 9. května do 12. června 1946

## Tituly a vyznamenání

### Tituly
- 8. duben 1875 – 23. prosinec 1909: Jeho královská Výsost princ Albert Belgický, princ sasko-kobursko-gothajský, vévoda saský
- 23. prosinec 1909 – 17. únor 1934: Jeho Veličenstvo Leopold, král Belgičanů, suverén Konga

## Vývod z předků
|                    |                                      |  |                                        |                                          |  |  |  |  |  |  |  | Arnošt Fridrich Sasko-Kobursko-Saalfeldský |
|                    |                                      |  |                                        |                                          |  |  |  |  |  |  |  |                                            |
|                    | František Sasko-Kobursko-Saalfeldský |  |                                        |                                          |  |  |  |  |  |  |  |                                            |
|                    |                                      |  |                                        |                                          |  |  |  |  |  |  |  |                                            |
|                    |                                      |  |                                        | Žofie Antonie Brunšvicko-Wolfenbüttelská |  |  |  |  |  |  |  |                                            |
|                    |                                      |  |                                        |                                          |  |  |  |  |  |  |  |                                            |
|                    | Leopold I. Belgický                  |  |                                        |                                          |  |  |  |  |  |  |  |                                            |
|                    |                                      |  |                                        |                                          |  |  |  |  |  |  |  |                                            |
|                    |                                      |  |                                        | Jindřich XXIV. z Reuss-Ebersdorf         |  |  |  |  |  |  |  |                                            |
|                    |                                      |  |                                        |                                          |  |  |  |  |  |  |  |                                            |
|                    | Augusta Reuss Ebersdorf              |  |                                        |                                          |  |  |  |  |  |  |  |                                            |
|                    |                                      |  |                                        |                                          |  |  |  |  |  |  |  |                                            |
|                    |                                      |  |                                        | Karolina Ernestina z Erbach-Schönberg    |  |  |  |  |  |  |  |                                            |
|                    |                                      |  |                                        |                                          |  |  |  |  |  |  |  |                                            |
|                    | Filip Belgický                       |  |                                        |                                          |  |  |  |  |  |  |  |                                            |
|                    |                                      |  |                                        |                                          |  |  |  |  |  |  |  |                                            |
|                    |                                      |  |                                        | Ludvík Filip II. Orleánský               |  |  |  |  |  |  |  |                                            |
|                    |                                      |  |                                        |                                          |  |  |  |  |  |  |  |                                            |
|                    | Ludvík Filip                         |  |                                        |                                          |  |  |  |  |  |  |  |                                            |
|                    |                                      |  |                                        |                                          |  |  |  |  |  |  |  |                                            |
|                    |                                      |  |                                        | Luisa Marie Adelaida Bourbonská          |  |  |  |  |  |  |  |                                            |
|                    |                                      |  |                                        |                                          |  |  |  |  |  |  |  |                                            |
|                    | Luisa Marie Orléanská                |  |                                        |                                          |  |  |  |  |  |  |  |                                            |
|                    |                                      |  |                                        |                                          |  |  |  |  |  |  |  |                                            |
|                    |                                      |  |                                        | Ferdinand I. Neapolsko-Sicilský          |  |  |  |  |  |  |  |                                            |
|                    |                                      |  |                                        |                                          |  |  |  |  |  |  |  |                                            |
|                    | Marie Amálie Neapolsko-Sicilská      |  |                                        |                                          |  |  |  |  |  |  |  |                                            |
|                    |                                      |  |                                        |                                          |  |  |  |  |  |  |  |                                            |
|                    |                                      |  |                                        | Marie Karolína Habsbursko-Lotrinská      |  |  |  |  |  |  |  |                                            |
|                    |                                      |  |                                        |                                          |  |  |  |  |  |  |  |                                            |
| Albert I. Belgický |                                      |  |                                        |                                          |  |  |  |  |  |  |  |                                            |
|                    |                                      |  |                                        |                                          |  |  |  |  |  |  |  |                                            |
|                    |                                      |  | Antonín Alois Hohenzollern-Sigmaringen |                                          |  |  |  |  |  |  |  |                                            |
|                    |                                      |  |                                        |                                          |  |  |  |  |  |  |  |                                            |
|                    | Karel von Hohenzollern-Sigmaringen   |  |                                        |                                          |  |  |  |  |  |  |  |                                            |
|                    |                                      |  |                                        |                                          |  |  |  |  |  |  |  |                                            |
|                    |                                      |  |                                        | Amálie Zephyrine ze Salm-Kyrburgu        |  |  |  |  |  |  |  |                                            |
|                    |                                      |  |                                        |                                          |  |  |  |  |  |  |  |                                            |
|                    | Karel Antonín Hohenzollernský        |  |                                        |                                          |  |  |  |  |  |  |  |                                            |
|                    |                                      |  |                                        |                                          |  |  |  |  |  |  |  |                                            |
|                    |                                      |  |                                        | Pierre Murat                             |  |  |  |  |  |  |  |                                            |
|                    |                                      |  |                                        |                                          |  |  |  |  |  |  |  |                                            |
|                    | Marie Antoinette Muratová            |  |                                        |                                          |  |  |  |  |  |  |  |                                            |
|                    |                                      |  |                                        |                                          |  |  |  |  |  |  |  |                                            |
|                    |                                      |  |                                        | Louisa d'Astorg                          |  |  |  |  |  |  |  |                                            |
|                    |                                      |  |                                        |                                          |  |  |  |  |  |  |  |                                            |
|                    | Marie Hohenzollernská                |  |                                        |                                          |  |  |  |  |  |  |  |                                            |
|                    |                                      |  |                                        |                                          |  |  |  |  |  |  |  |                                            |
|                    |                                      |  |                                        | Karel Ludvík Bádenský                    |  |  |  |  |  |  |  |                                            |
|                    |                                      |  |                                        |                                          |  |  |  |  |  |  |  |                                            |
|                    | Karel Ludvík Fridrich Bádenský       |  |                                        |                                          |  |  |  |  |  |  |  |                                            |
|                    |                                      |  |                                        |                                          |  |  |  |  |  |  |  |                                            |
|                    |                                      |  |                                        | Amálie Hesensko-Darmstadtská             |  |  |  |  |  |  |  |                                            |
|                    |                                      |  |                                        |                                          |  |  |  |  |  |  |  |                                            |
|                    | Josefína Bádenská                    |  |                                        |                                          |  |  |  |  |  |  |  |                                            |
|                    |                                      |  |                                        |                                          |  |  |  |  |  |  |  |                                            |
|                    |                                      |  |                                        | Claude de Beauharnais                    |  |  |  |  |  |  |  |                                            |
|                    |                                      |  |                                        |                                          |  |  |  |  |  |  |  |                                            |
|                    | Stéphanie de Beauharnais             |  |                                        |                                          |  |  |  |  |  |  |  |                                            |
|                    |                                      |  |                                        |                                          |  |  |  |  |  |  |  |                                            |
|                    |                                      |  |                                        | Claudine Françoise de Lézay-Marnézia     |  |  |  |  |  |  |  |                                            |
|                    |                                      |  |                                        |                                          |  |  |  |  |  |  |  |                                            |